# Hans Lodeizen
Johannes August Frederik (Hans) Lodeizen (Naarden, 20 juli 1924 - Lausanne, 26 juli 1950) was een Nederlandse dichter, die al op 26-jarige leeftijd stierf. Niettemin verwierf hij zich een heel eigen plaats en had hij een vernieuwende invloed op de poëzie in het Nederlands taalgebied. Hij was de auteur van één bundel gedichten en een hoeveelheid nagelaten werk. Hij geldt min of meer als voorloper van de generatie van vijftig, een groep 'experimentele' dichters onder wie Lucebert, Hugo Claus en Gerrit Kouwenaar. Weliswaar vertoont Lodeizen een zekere verwantschap met deze naoorlogse dichters, maar bij lezing van zijn werk valt het eigen, persoonlijke karakter op. 'De gedichten van Hans Lodeizen, met hun sfeer van jong-zijn en kleurige feestelijkheden, lijken in hun luchtige elegantie een beetje boven de wereld te zweven. Ze zijn licht en onaards, maar toch zeer autobiografisch,' zo karakteriseert Peter Berger deze poëzie.
Zijn werk overleefde verschillende latere stromingen en bleef lang na de jaren vijftig bijzonder geliefd bij generaties jonge lezers, voor wie hij vaak de eerste dichter was met wie ze kennismaakten en in wie ze zich konden herkennen. Lodeizens enige bij zijn leven gepubliceerde bundel Het innerlijk behang werd tot aan 1990 vijftien keer herdrukt, wat op zichzelf al zijn immense populariteit weerspiegelt. In 1962 verschenen Lodeizens Gedichten als een meer uitgebreide verzameluitgave. Daar kwam later nog zijn Nagelaten werk bij, dat vijf keer werd herdrukt, alvorens in 1996 een definitieve, wetenschappelijke editie Verzamelde gedichten verscheen.

## Leven en werk

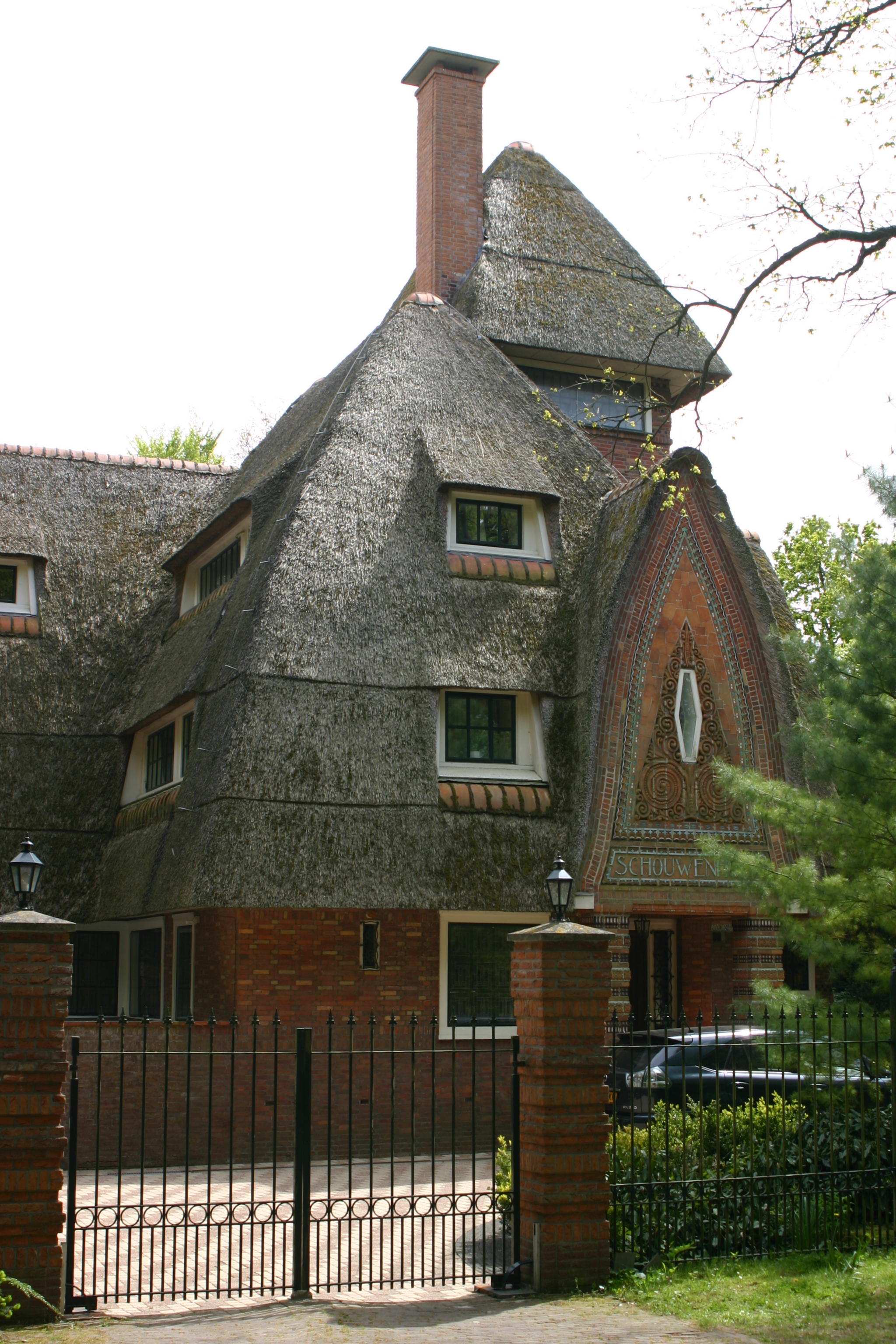
Landhuis Schouwenhoek - Schouwweg 102, Wassenaar.

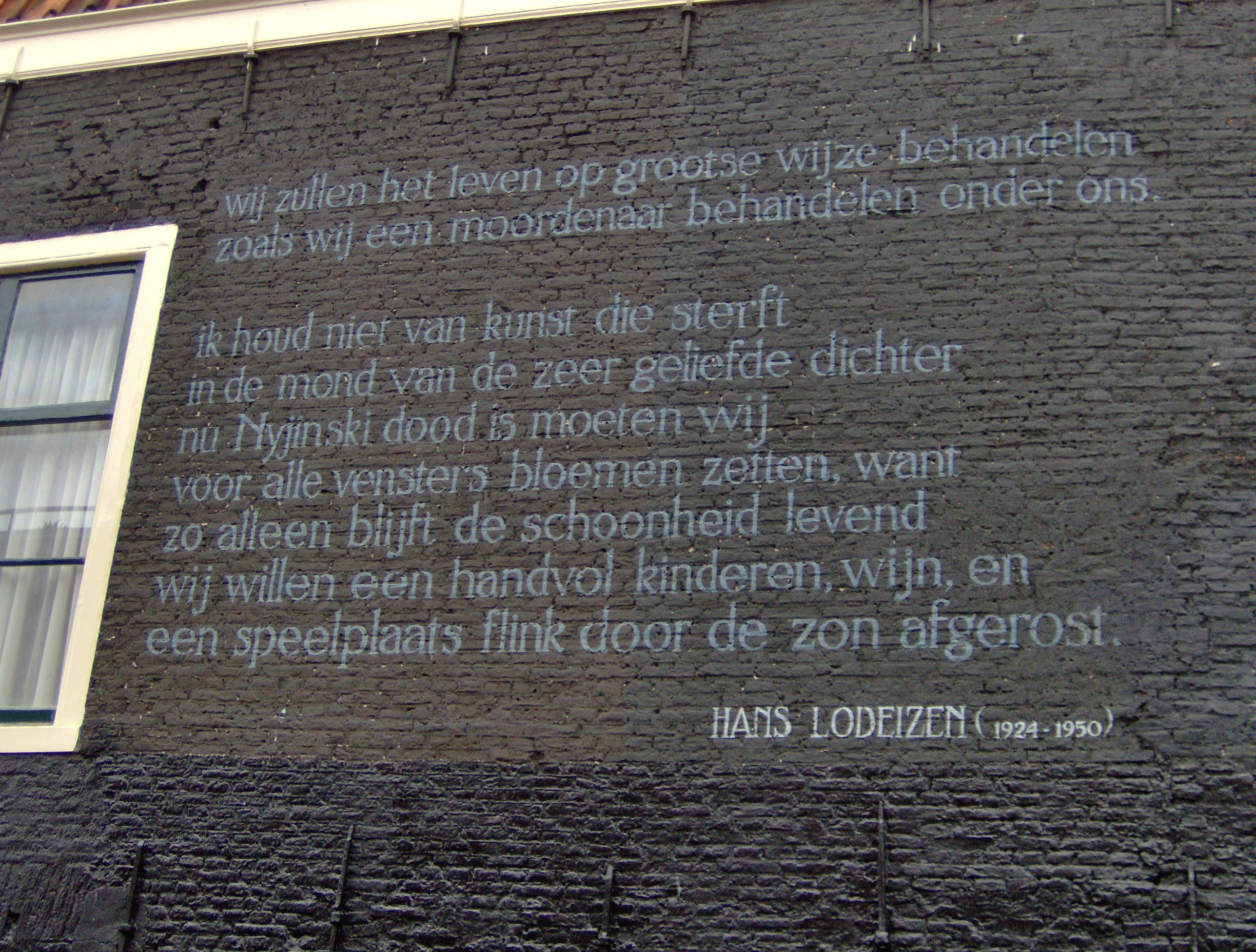
Het gedicht Wij zullen het leven... van Hans Lodeizen op de zijgevel van Haarlemmerstraat 78 te Leiden

Johannes August Frederik Lodeizen was de oudste zoon van de vermogende mr. August Frederik (Guus) Lodeizen (’s-Hertogenbosch 1888 – Wassenaar 13 mei 1980) en Margaretha (Greta) Gijswijt (8 juli 1895 – Wassenaar 30 augustus 1991). Vader Lodeizen was tot 1933 werkzaam bij de Algemene Kunstzijde Unie (AKU) te Arnhem, maar stapte in 1933 over naar de bekende multinational, de handels- en scheepvaartmaatschappij Müller & Co, waar hij eerst procuratiehouder was en van 1939 tot 1958 president-directeur.
Hans bezocht in Arnhem van 1931 tot 1933 een openbare lagere school. Vanaf juli 1933  woonde hij in Wassenaar (aan de  Wilhelminalaan), waar hij, vanaf de derde klas, van 1933 tot 1936 de Kievietschool bezocht. In 1936 verhuisde het gezin naar het huis ‘’Schouwenhoek’’, Schouwweg 102, een villa in Engelse landhuisstijl. Omdat hij niet slaagde voor het toelatingsexamen  voor het Rijnlands Lyceum (te Wassenaar), ging hij naar Het Haagsche Lyceum. 
Toen bleek dat hij de vijfde klas moest doubleren, liep hij van huis weg. Na twee dagen in Amsterdam en Ede te hebben doorgebracht, in welke laatste plaats hij sonnetten schreef, kwam hij weer thuis. Hij slaagde voor zijn eindexamen in 1943, dook vervolgens onder om aan de Arbeitseinsatz te ontkomen en ging na de bevrijding in Leiden rechten studeren. In 1946 stapte hij over op biologie en liep college te Amherst, Massachusetts in de VS. Daar trof hij de dichter James Merrill (1926-1995) en andere jonge talenten. Aan het einde van zijn tweede studiejaar brak hij ook deze studie af en keerde in 1948 zonder graad naar Nederland terug. Nadat bij Lodeizen begin 1950 leukemie was geconstateerd, verbleef hij de laatste twee maanden van zijn leven in een sanatorium in Lausanne. Lodeizen overleed op 26 juli 1950 op zesentwintigjarige leeftijd in de Clinique Cécil in Lausanne aan de ziekte.
In de laatste ruim twee jaar van zijn leven schreef Lodeizen zo'n 500 gedichten. Bij zijn leven verscheen er van hem slechts één bundel, Het innerlijk behang, in mei 1950 uitgegeven (met het jaartal 1949) door uitgeverij Van Oorschot als voorlaatste cahier van de poëziereeks De Vrije Bladen. Dit kon slechts gebeuren na bemiddeling door achtereenvolgens L.A. Ries en Adriaan van der Veen bij de redacteur van die reeks, Adriaan Morriën. Eerder, in april 1948, had de redactie van het literaire tijdschrift Het woord bij monde van Koos Schuur negen gedichten van Lodeizen geweigerd.
Na het overlijden van de dichter vond zijn werk echter snel ingang en erkenning, mede doordat de generatie van '50 in hem een geestverwant en voorloper zag. Postuum werd aan Lodeizen in 1951 de Jan Campertprijs toegekend; de jury bestond uit F. Bordewijk, Martinus Nijhoff en dr. J. Hulsker.

### Karakteristieken

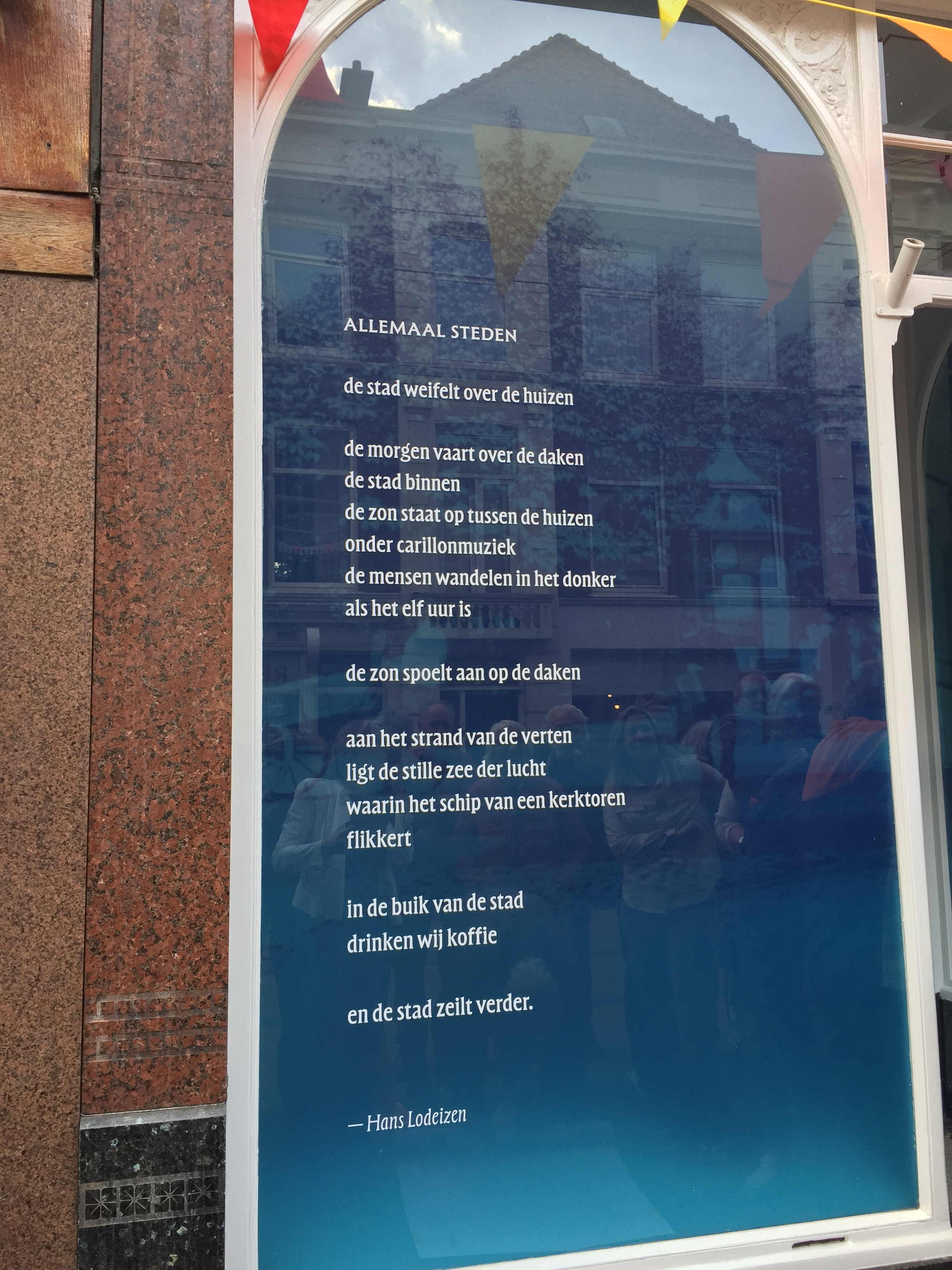
'Allemaal steden' als muurgedicht in Den Haag

Het debuut van Lodeizen kenmerkt zich volgens criticus Rein Bloem "door een romantisch onvervulbaar verlangen. Zijn melancholie heeft Lodeizen met een beperkt aantal motieven (tuin, haven, zee) uitgewerkt in een vrije versvorm, qua beeldspraak verwant met de vroege surrealistische poëzie van Paul Éluard."
In Het Literatuurboek (uitgegeven door Waanders in 2003) presenteert de Koninklijke Bibliotheek een overzicht van de Nederlandse literatuur in meer dan vierhonderd artikeltjes. Voor het jaar 1949 kiest zij de bundel van Lodeizen en geeft daarbij de volgende karakteristiek: " 'De moeheid in een bootje', 'de buigzaamheid van het verdriet', daar kan iedereen zich iets bij voorstellen, ook al zou je de beeldspraak van de dichter niet helemaal begrijpen. De verzen van Hans Lodeizen zijn van een bedrieglijke eenvoud, bijvoorbeeld deze: 'op een heel warme zomerdag / hij had / alle vormen van verdriet / in zijn lichaam verdronken / maar angst / met hoed en parapluie / wachtte in de vestibule'. De verzen lijken op onaffe schetsen, maar zijn niettemin hecht doortimmerd."
Het taalgebruik van Lodeizen wordt volgens een andere toelichting -- bij een tekstfragment dat als muurgedicht is aangebracht te Nunspeet -- gekenmerkt als "meerduidig en associatief". Ook het romantisch-sprookjesachtige en het ontsnappen aan de werkelijkheid door een 'vlucht' in de natuur vindt men in het gekozen fragment terug. Droom en werkelijkheid gaan moeiteloos in elkaar over. De vrije, rijmloze versvorm kan als vernieuwend beschouwd worden; tegelijkertijd staat Lodeizen in de traditie van het symbolisme zoals men dat tegenkomt in het werk van bijvoorbeeld Leopold en Boutens." 
Het associatieve karakter bij Lodeizen noemt Rein Bloem voor de Nederlandse poëzie omstreeks 1950 verrassend nieuw, al vindt hij het te ver gaan om in hem een voorloper te zien van de Vijftigers. Lodeizens poëzie was te veel een dagboek, een verslag van een ontoereikend bestaan (mede door zijn homoseksualiteit), dat volgens Bloem ook later zijn zeggingskracht en ontroering volledig behouden blijkt te hebben.
Illustratief hiervoor is een handvol gedichten die tot Lodeizens bekendste zijn gaan behoren, waaronder: 'Als ik nu ga zal het zachter ...' en 'Voor vader', Lodeizens laatste gedateerde gedicht, als verjaardagscadeau voor zijn vader geschreven; beide gedichten werden opgenomen in de dichtbundel Het innerlijk behang en andere gedichten.

## Biografieën
- Koen Hilberdink, die eerder promoveerde op een biografie van Paul Rodenko, publiceerde in 2007 zijn biografie van Hans Lodeizen.[13] In 2002 haalde hij het nieuws met de vondst van twintig brieven van Gerard Reve aan de vader van Lodeizen. Hij ontdekte ook dat Lodeizen in 1949 in de cel belandde na seks met een 16-jarige jongen.[14]
- Een eerdere biografie van de dichter door Gerard Bes was al in 2001 verschenen.[15][16]

## Documentaire
- Incognito. Het korte leven van Hans Lodeizen.(1998). AVRO/Theorema films. Regie: Ronald Bos.

## Varia

### Muzikale bewerkingen
- Op zijn cd ''Schout bij nacht'' uit 1995 zette zanger Jan Rot drie gedichten van Lodeizen op muziek: 'Brief van Boord', 'Zij waren altijd samen' en 'Vandaag'.
- Ook de Nederlandse band De Kift verwerkte teksten van Lodeizen op muziek.
- Herman van Veen voorzag de tekst van het gedicht Weet je nog van muziek.

### Vernoemingen
- In Den Haag, Groningen en Almere zijn straten naar de dichter genoemd (Hans Lodeizenstraat).
- In De Meern (Utrecht) en Oegstgeest is er een Hans Lodeizenlaan.

### Poëzie in de openbare ruimte
- In Leiden is het gedicht We zullen het leven ... van Lodeizen aangebracht op de zijgevel van Haarlemmerstraat 78.
- In Nunspeet is een fragment van het gedicht Als ik nu ga zal het zachter ... op een buitengevel geplaatst.
- In Wassenaar zijn de eerste vier regels van het gedicht ‘’Je hebt me alleen gelaten ...’’ weergegeven rondom de binnenkant van de glazen overkapping van de parkeergarage, ingang aan de Langstraat 154.
- In Den Haag is het gedicht Allemaal steden als raamgedicht aangebracht in de Zoutmanstraat.

## Familierelaties
Op 23 juli 1791 werd in het Burgerboek van Dokkum ingeschreven: Fredrik Lodoijsen, afkomstig uit het toenmalige Duitse vorstendom Waldeck. Hij is de stamvader van de familie Lodeizen, waartoe Hans behoort, evenals enkele artistieke personen uit de huidige generatie (Frank Lodeizen, Rifka Lodeizen en Chaim Lodeizen). De schilder Jo Lodeizen (1892-1980) was een leerling van H.P. Bremmer. Een broer van Jo, Jan Lodeizen  (†1959), was ook schilder. 
Op 21 november 1852 huwde te Dokkum August Fredrik Lodeizen met Ymkjen ten Berg.
De combinatie van voornamen August Frederik komt in volgende generaties vaak terug, zo ook bij Hans (J.A.F.), zijn broer A.F. (geboren 1927), zijn vader Guus (A.F., geboren 1888) en de vader van Frank Lodeizen, August Frederik Daniel (Guus) Lodeizen (1906-1944).
De familienaam Lodeizen is zeldzaam. In 1947 waren er in Nederland 18 personen met die naam, in 2007 waren dat er 44. Uiterst beperkt komt daarnaast de familienaam Lodijsen in Nederland voor. Er is ook een beeldend kunstenaar met die naam.